# Diana Quick

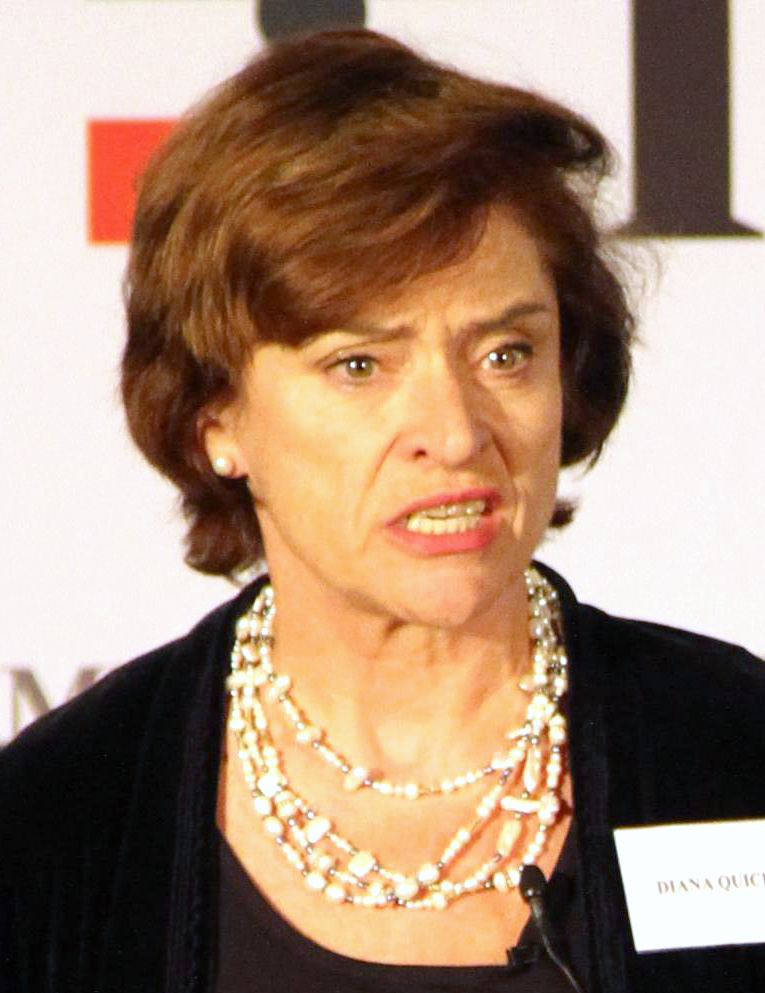
Diana Quick, 2011

Diana Quick (* 23. November 1946 in London) ist eine britische Schauspielerin.

## Leben
Diana Quick wuchs in Dartford, Kent als drittes von insgesamt vier Kindern eines Zahnarztes auf, wo sie auch die Mädchenschule besuchte. Anschließend ging sie in die Lady Margaret Hall, Oxford und studierte schließlich an der Oxford University, wo sie als erste Frau Präsidentin der Oxford University Dramatic Society wurde. Schon zu Schulzeiten versuchte sie sich im Theaterschauspiel. Im Erwachsenenalter wurde sie zeitweise als eine der schönsten Schauspielerinnen in Großbritannien angesehen.
Quick begann ihre professionelle Schauspielkarriere in den 1960er-Jahren beim Theater und trat ab dem Ende der Dekade auch regelmäßig in Film- und Fernsehproduktionen auf. Ihre vielleicht bekannteste Rolle spielte sie als Lady Julia Flyte in dem international erfolgreichen britischen Fernsehmehrteiler Wiedersehen mit Brideshead (1981) nach dem gleichnamigen Roman von Evelyn Waugh. Für diese Darstellung erhielt sie Nominierungen für den British Academy Television Award und den Emmy Award. 
Auch ansonsten spielte sie besonders häufig Frauen mit aristokratischer und eleganter Ausstrahlung. Zu ihren bekannteren Kinofilmen gehören Ridley Scotts Historienfilm Die Duellisten (1977) an der Seite von Keith Carradine und Harvey Keitel sowie die Schwarzen Komödien Puppenmord (1987), Grasgeflüster (2000) und The Death of Stalin (2017). Neben Theaterauftritten ist sie heutzutage vor allem in Fernsehproduktionen zu sehen.

## Privates
Diana Quick war von 1974 bis 1978 mit Kenneth Cranham verheiratet, danach war sie einige Zeit mit Albert Finney liiert. 1981 lernte sie am Royal National Theatre in London Bill Nighy kennen, mit dem sie über 25 Jahre bis 2008 liiert war. Sie haben eine gemeinsame Tochter, die Schauspielerin Mary Nighy (* 1984).

## Filmografie (Auswahl)
- 1958: Die Brüder Karamasow (The Brothers Karamazov)
- 1969: The Complete and Utter History of Britain (Fernsehserie, 6 Folgen)
- 1969: Christ Recrucified (Miniserie, 3 Folgen)
- 1971: Nikolaus und Alexandra (Nicholas and Alexandra)
- 1971: A Christmas Carol (Kurzfilm, Sprechrolle)
- 1974: Kein Pardon für Schutzengel (The Protectors, Fernsehserie, Folge 2x16)
- 1974: Ein Privatunternehmen (A Private Enterprise)
- 1977: Die Duellisten (The Duellists)
- 1978: Tote schlafen besser (The Big Sleep)
- 1978: The Odd Job
- 1981: Wiedersehen mit Brideshead (Brideshead Revisited, Miniserie, 11 Folgen)
- 1982: The Woman in White (Miniserie, 5 Folgen)
- 1983: Das Phantom von Budapest (The Phantom of the Opera, Fernsehfilm)
- 1984: Tödlicher Irrtum (Ordeal by Innocence)
- 1985: Nineteen Nineteen
- 1986: Max mon amour
- 1988: Der Aufpasser (Minder, Fernsehserie, Folge An Officer and a Car Salesman)
- 1988: Vroom! – Ab in die Freiheit (Vroom)
- 1989: The Justice Game (Fernsehserie, 4 Folgen)
- 1989: Puppenmord (Wilt)
- 1991: The Orchid House (Miniserie, 4 Folgen)
- 1992: Inspektor Morse, Mordkommission Oxford (Inspector Morse, Fernsehserie, Folge 6x04 Absolute Überzeugungen)
- 1994: Nostradamus
- 1994: Dandelion Dead (Miniserie, 4 Folgen)
- 1994–1995: September Song (Fernsehserie, 10 Folgen)
- 1996: Rasputin (Rasputin: Dark Servant of Destiny, Fernsehfilm)
- 1996: Die Stunde des Verführers (The Leading Man)
- 1997: Rag Nymph (The Rag Nymph, Miniserie)
- 1998: Vigo (Vigo Passion For Life)
- 2000: Grasgeflüster (Saving Grace)
- 2001: Die Entdeckung des Himmels (The Discovery of Heaven)
- 2001: Das Halsband der Königin (The Affair of the Necklace)
- 2001: Little Big Mouth (Fernsehserie, 7 Folgen)
- 2002: AKA
- 2002: Revengers Tragedy
- 2002: Dalziel und Pascoe – Mord in Yorkshire (Dalziel and Pascoe, Fernsehserie, 2 Folgen)
- 2003: Agatha Christie’s Poirot – Morphium (Fernsehfilm)
- 2004: Inspector Barnaby (Midsomer Murders; Fernsehserie, Staffel 8, Folge 2: Dead In The Water)
- 2007: Sensitive Skin (Fernsehserie, 2 Folgen)
- 2009: Protectors – Auf Leben und Tod (Livvagterne, Fernsehserie, 2 Folgen)
- 2009: New Tricks – Die Krimispezialisten (New Tricks, Fernsehserie, Folge 6x08)
- 2010: Lewis – Der Oxford Krimi (Lewis, Fernsehserie, Folge 4x02)
- 2010: Love/Loss
- 2010–2014: Law & Order: UK (Fernsehserie, 3 Folgen)
- 2011: Silk – Roben aus Seide (Silk, Fernsehserie, Folge 1x06)
- 2012: George Gently – Der Unbestechliche (Inspector George Gently, Fernsehserie, Folge 5x04)
- 2013: Side by Side
- 2014: The Missing (Fernsehserie, Folge 1x05)
- 2016: Inspector Barnaby (Midsomer Murders) Fernsehserie, Staffel 18, Folge 1: Und wo sind die Leichen? (Habeas Corpus)
- 2016: Houdini & Doyle (Houdini and Doyle, Miniserie, 4 Folgen)
- 2016: The Living and the Dead (Fernsehserie, Folge 1x06)
- 2017: The Death of Stalin